# アステカ (バンド)
アステカ（Azteca）は、1972年にラテンロックのパイオニア・バンドであるサンタナとの仕事を終えたばかりのコーク・エスコヴェードと兄のピート・エスコヴェードによって結成されたラテン・ロック・バンドである。アステカは、ラテン・オーケストラという設定のコンテクストにおいて複数の音楽要素を組み合わせた最初の大規模な試みであり、金管楽器、木管楽器、複数のキーボード、3人のボーカリスト、ギター、ドラム、複数のラテン・パーカッショニストをフィーチャーしていた。
ステージでは、バンドは15人から25人のメンバーで構成され、スティーヴィー・ワンダーなどとの演奏やツアーを行った。特筆すべきアステカの卒業生には、ボーカリストのウェンディ・ハースとエロール・ノウルズ、ギタリストのニール・ショーン、トランペッターのトム・ハレルとエディ・ヘンダーソン、ベーシストのポール・ジャクソン、ドラマーのレニー・ホワイトとジョン・H・ブリンク・ジュニア、パーカッショニストのヴィクター・パントヤがいた。このグループは、ラテン・パーカッショニストであるシーラ・E（ピート・エスコヴェードの娘）の音楽の出発点でもあった。バンドが解散する前に、コロムビア・レコードから2枚のアルバム、セルフ・タイトルの『アステカ』（1972年）と『月に立つピラミッド』（1973年）がリリースされた。
2007年9月15日、アステカの多くの生き残りメンバーがカリフォルニア州ハリウッドにて30年以上ぶりで一緒に演奏した。コンサートの模様は、DVDリリース用にレコーディングされた。

## ディスコグラフィ

### アルバム
- 『アステカ』 - Azteca (1972年) ※全米チャート 151位[2]
- 『月に立つピラミッド』 - Pyramid of the Moon (1973年)
- From the Ruins (2008年)
- La Piedra Del Sol (2008年) ※DVD